# Fledderbosscherpolder
De Fledderbosscherpolder is een voormalig waterschap in de provincie Groningen.
Door de aanleg van het Eemskanaal werd het grootste deel van de Polder van E.J. van der Molen en de beide noordelijke gedeelten van de Noorder en de Zuider Heidenschapperpolder in 1868 verenigd tot de Van der Molenpolder. In 1869 werd de Fledderbosscherpolder opgericht. Bij deze polder werd een deel van de afgesneden Buringspolder toegevoegd. In 1880 werd de Van der Molenpolder aan deze polder toegevoegd.
De polder lag tussen het Damsterdiep aan de noordwestzijde en het Eemskanaal aan de zuidoostzijde. De noordoostelijk grens lag 1 km ten noordoosten van de RWZI bij Garmerwolde en bestond uit de Oude Kwens, waarvan aan de overkant de Boltjerpolder lag. De zuidwest grens lag op de plek waar de afstand tussen het Eemskanaal en het Damsterdiep het kleinst is (minder dan 100 m). De molen stond in de meest noordelijke punt van het schap – op deze plek staat nog steeds een gemaal. 
Waterstaatkundig gezien ligt het gebied sinds 2000> binnen dat van het waterschap Noorderzijlvest.